# Крейсера типа «Чаоюн»
Крейсера типа «Чаоюн»  или  типа «Артуро Прат»  — серия лёгких кораблей переходного класса от канонерской лодки к крейсеру. Строились по экспортным заказам в Великобритании на элсвикских верфях фирмы Армстронг при содействии фирмы Митчелл. Проект был разработан Эдвардом Джеймсом Ридом на основе предшествующей серии ренделовских «алфавитных» канонерок, в направлении увеличения тоннажа, скорости хода и вооружения до уровня крейсера 3-го класса.

## Представители
«Артуро Прат». Заложен 10 февраля 1879 года по заказу Чили во время чилийско-перуанской войны. Спущен на воду 11 августа 1880 г. В связи с окончанием войны Чили потеряла интерес к кораблю, и он был перекуплен Японией и переименован в «Цукуси». Введён в строй 1 июня 1883 года.
«Чаоюн» и «Янвей». Заложены по заказу Китая соответственно 15 и 25 января 1880 г. Строительство шло очень быстро в связи с русско-китайским конфликтом из-за Илийского края. Спущены на воду 11 ноября 1880 и 29 января 1881 г. Введены в строй практически одновременно 14 и 15 июля 1881 г.

## Описание конструкции
Крейсер представлял собой низкобортный корабль с водоизмещением в 1380 тонн. Корпус стальной, разделённый на водонепроницаемые переборки. Нос укреплён для тарана. Иногда упоминается наличие бронепалубы. Корабль имел большую центральную надстройку, одну скошенную дымовую трубу и две лёгкие мачты, на которых могли подниматься косые паруса. Паровая машина типа «компаунд» системы Хаутхорн с 4 цилиндрическими огнетрубными котлами сообщала максимальный ход в 16,5 узлов. Корабль был оснащён рядом технических новинок, в том числе — гидравлической системой рулевого управления и электрическими прожекторами. Основным вооружением являлись два самых мощных (по бронепробиваемости) в тот момент 10-дюймовых казнозарядных орудия Армстронга, установленные на носу и корме за неподвижными бронированными щитами, которые образовывали казематы цилиндрической формы с большими амбразурами. Побортно в малых полуказематах стояли четыре 5,1-дюймовых орудия (по два с каждого борта). В качестве дополнительного вооружения имелись два 9-фунтовых (57-миллиметровых) орудия и 4 митральезы Гатлинга. Минное вооружение состояло из двух надводных торпедных аппаратов.

## Оценка проекта

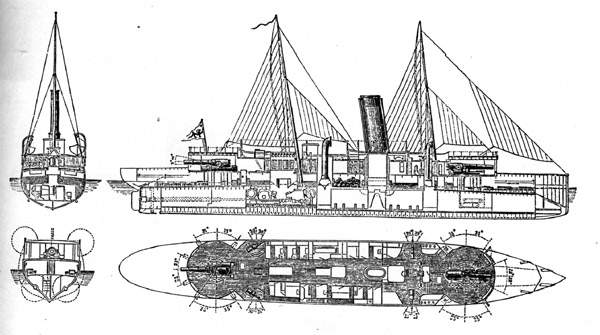
Схема крейсера типа «Чаоюн»

По мысли конструктора Уильяма Армстронга крейсер его фирмы представлял собой образец небольшого дешёвого судна, способного успешно противостоять тяжёлому рангоутному броненосцу. «Чаоюн» сочетал орудийную мощь со скоростью более высокой, чем у тогдашних броненосных кораблей. Главной его защитой считались малые размеры и быстроходность, позволявшая самому навязывать противнику условия боя. В 1882 г. Армстронг заявлял о своих новых крейсерах: В настоящее время ни единый корабль британского флота не способен сразиться с ними один на один, не мог бы настигнуть их или уйти от них, если бы благоразумие продиктовало необходимость отхода.
Несмотря на большой эффект, произведённый «Чаоюном» и «Янвеем» на смотре в Портсмуте перед отправкой в Китай, британское Адмиралтейство скептически отнеслось к идее заказа данного типа кораблей для собственного флота, прежде всего — из-за недостаточной мореходности, которая бы затруднила их использование в Ла-Манше и Северном море. Корабли были действительно немореходны; чтобы перевести «Чаоюн» и «Янвей» на Дальний Восток, потребовалось надстроить им борта в оконечностях, закрыв, тем самым, орудийные порты.
Вполне передовые на момент спуска на воду крейсера типа «Чаоюн» уже через несколько лет безнадёжно устарели из-за быстрого технического прогресса в кораблестроении, лишившего их главного преимущества — в скорости. Малые размеры и отсутствие серьёзной броневой защиты делало крейсера 3-го ранга уязвимыми в бою с более крупными кораблями, а их тяжёлые пушки не могли соперничать с новейшей скорострельной артиллерией средних калибров.

## Служба в китайском флоте

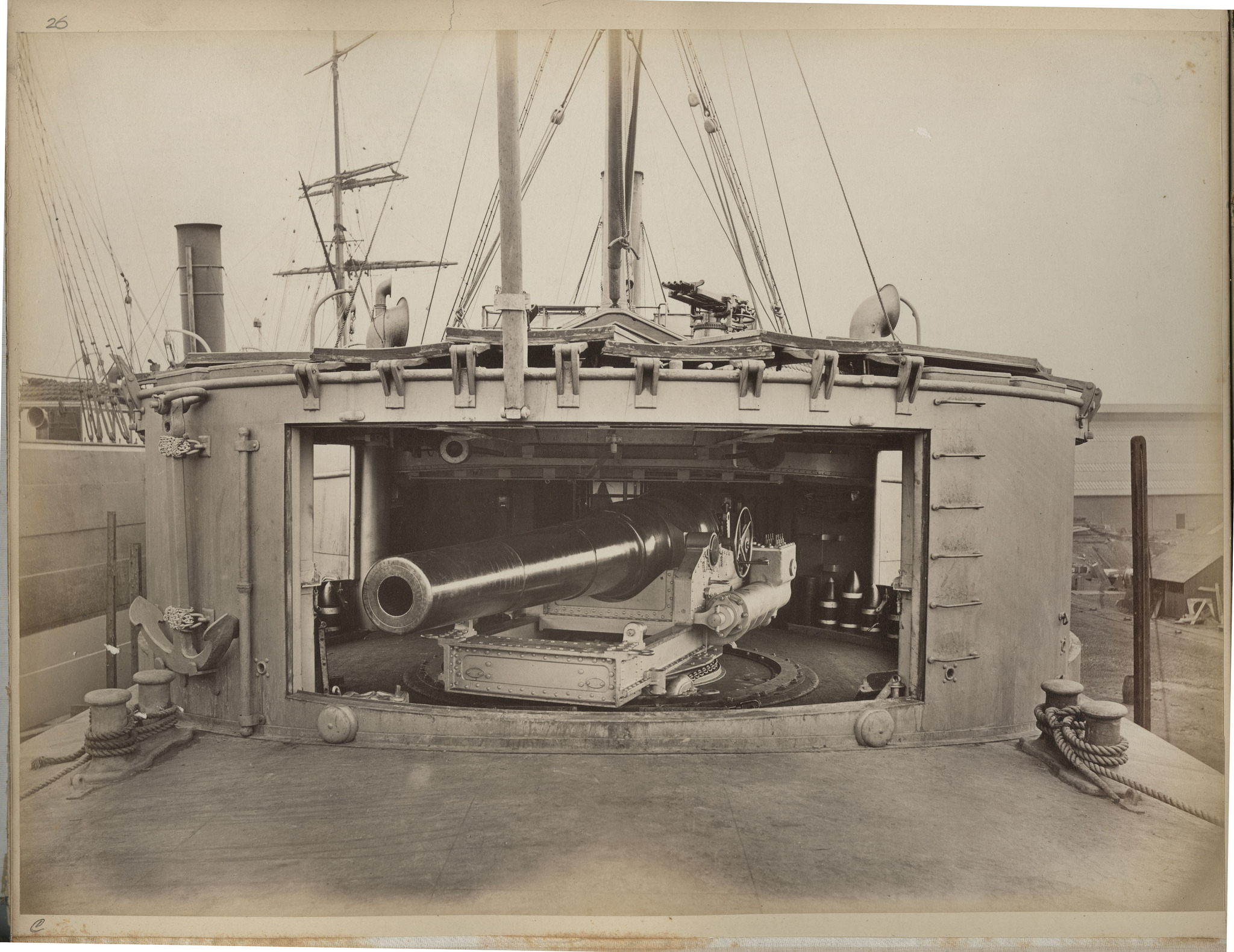
Орудие главного калибра крейсера «Чаоюн»

«Чаоюн» и «Янвей» по прибытии в Китай на несколько лет составили вместе с «рендоловскими» канонерками основу северной Бэйянской эскадры. В 1885 г., в период обострения отношений с Японией из-за Кореи, они были направлены в Чемульпо. Эта демонстрация заставила Японию пойти на мирное соглашение с Китаем. В 1886 г. участвовали в визите эскадры адмирала Дин Жучана в японские порты и во Владивосток. Поступление в середине 1880-х гг. на китайский флот новых кораблей — броненосцев, броненосных и бронепалубных крейсеров — отодвинуло «Чаоюн» и «Янвей» на второй план. Из-за отсутствия должного ремонта и обслуживания котлы и судовые механизмы постепенно приходили в плохое состоянии, в начале 1890-х гг. корабли уже не могли развивать скорость более 10 узлов. Перевооружение ограничивалось установкой нескольких новых малокалиберных скорострельных орудий.
Во время японо-китайской войны в решающей морской битве у Ялу 17 сентября 1894 г. устаревшие и небоеспособные «Чаоюн» и «Янвей» были, тем не менее, поставлены адмиралом Дин Жучаном в линию своей эскадры. Оба безбронных крейсера 3-го ранга находились на правом фланге идущего в бой строем фронта Бэйянского флота. Около часа дня сильно отставшие из-за неполадок в машинах от остальных китайских кораблей «Чаоюн» и «Янвей» были атакованы японским передовым «Летучим отрядом» из четырёх бронепалубных крейсеров 2-го ранга: «Иосино», однотипных «Такатихо» и «Нанива», а также «Акицусима». «Летучий отряд» обошёл китайскую эскадру с запада и с дистанции в 1,5 км открыл по «Чаоюну» и «Янвею» огонь фугасными снарядами из скорострельных 6- и 4,7-дюймовых орудий. Через несколько минут на обоих китайских кораблях вспыхнули сильные пожары. Ревущее пламя охватило, центральные надстройки с многочисленными деревянными перегородками и деталями, покрытыми толстым слоем лака.
Вид двух вспыхнувших в самом начале боя китайских кораблей сразу психологически определил успех японцев. «Чаоюн» после обстрела сильно накренился на правый борт, видимо, от подводной пробоины, кроме того, у него был повреждён рулевой привод. Из-за тяжёлых повреждений крейсер вышел из линии и повернул к берегу. Чуть позже последовавший за ним «Янвей» попал под огонь основной японской эскадры во главе с крейсером «Мацусима». Под вражеским обстрелом китайский флот полностью потерял строй. Продолжавший гореть «Янвей» в густом дыму столкнулся с китайским крейсером «Цзиюань» и, протараненный им, скоро затонул. На поверхности остались лишь верхушки мачт, за которые цеплялись спасавшиеся матросы. «Чаоюн» выбросился на мель вблизи берега, уцелевшая часть команды покинула корабль. На следующий день после сражения, 18 сентября, к брошенному китайцами «Чаоюну» подошёл японский крейсер «Чиода» . Японцы со шлюпок осмотрели результаты своего огня. Как возможный трофей «Чаоюн» их не заинтересовал и был взорван шестовой миной.

## Служба в японском флоте
,,"Цукуси" также принял участие в японо-китайской войне, однако японцы использовали его не в эскадренном сражении, а для действий у побережья. Тихоходный и немореходный крейсер 3-го ранга стал флагманом отряда канонерских лодок, выделенных для поддержки сухопутных войск. В сентябре 1894 года «Цукуси» вместе с канонерками «Майо», «Чокай», «Баньо» и несколькими миноносцами был послан вверх по реке Тайдонг для содействия 1-й армии, наступавшей на китайские позиции у Пхеньяна. В дальнейшем «Цукуси» поддерживал японские войска при взятии Люйшуня, в битве за Вэйхайвэй.
В 1898 году был перевооружён. Были заменены четыре устаревших 130-миллиметровых на такое же число скорострельных 120-миллиметровых орудий; прежние малокалиберные орудия — на одну 76-миллиметровое и два 27-миллиметровых орудия, а также два пулемёта. Были установлены новые 457-миллиметровые торпедные аппараты.
Во время восстания ихэтуаней в 1900 году «Цукуси» находился для защиты японских интересов в качестве стационера в Шанхае.
К началу русско-японской войны 1904—1905 годов считался уже «канонерской лодкой 1-го класса». Участвовал в охране побережья Японии, конвоировал транспорты, идущие в Корею. 26 мая 1904 года в ходе сражения за Цзинчжоу вместе с канонерками «Чокай» и «Акаги» поддерживал огнём наступление японских войск и выпустил 6 254-мм, 466 120-мм (вместе с «Акаги» и «Чокай») и 1421 76,2-мм снаряд (вместе с эсминцами: 1255 стальных осколочно-фугасных и 166 бронебойных), также есть данные о 112 выпущенных 47-мм снарядах «тяжёлых» 47-мм пушек («Цукуси», «Акаги», «Хейен», миноносцы).
С 1907 года — учебное судно. В 1911 году отдан на слом.